# Kalota
Kalota ili solideo, službeno pileolus, mala je mala okrugla kapica koju nosi kler. U Katoličkoj Crkvi nose je prelati (bijela za papu, crvena za kardinale, ljubičasta za biskupe), nitko osim prelata ne smije nosit kalotu tijekom mise bez posebnog privilegija Svete Stolice. Kalotu također nosi kler Anglikanske i nekih protestantskih Crkava.
Kler pravoslavne Crkve je nekad nosio kalotu, to jest ćelepuš, zbog austrijskog utjecaja.